# Lethbridge Viaduct

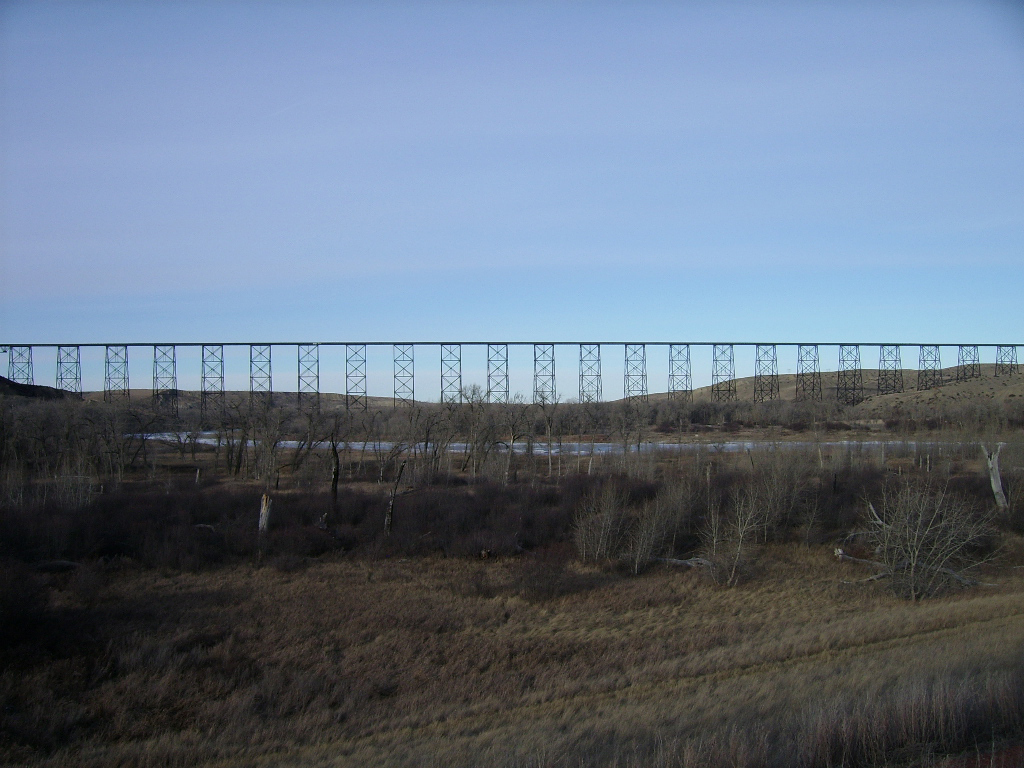
Das Tal des Oldman River mit der Brücke von Süden.

Der Traveller und ein zweiter Kran bei der Errichtung der östlichen Stützen.

Der Lethbridge Viaduct, auch High Level Bridge, ist eine Eisenbahnbrücke bei der Stadt Lethbridge in Alberta, Kanada. Die als Gerüstpfeilerviadukt (Trestle-Bauweise) errichtete Stahlbrücke überspannt das Tal des Oldman Rivers. Mit einer Länge von 1623,86 Metern ist sie die längste existierende und mit der maximalen Höhe von 95,7 m die sechsthöchste jemals errichtete  Brücke ihrer Art. Offiziell eröffnet wurde der von der Canadian Pacific Railway errichtete Lethbridge Viaduct im November 1909.
Der Bau der Brücke wurde am 3. August 2005 durch die kanadische Regierung zu einem „nationalen historischen Ereignis“ erklärt.

## Lage
Die Brücke befindet sich im Süden der kanadischen Provinz Alberta. Sie ist Teil der Eisenbahnstrecke über den Crowsnest Pass. Die Landschaft im südlichen Alberta ist zwar von flacher Prärie geprägt, jedoch haben sich Flüsse wie der Oldman River ins Plateau eingegraben. Das Viadukt befindet sich direkt westlich des Stadtzentrums von Lethbridge und zur Gänze auf dessen Gemeindegebiet. Am Ostufer führt die Brücke zudem über den „Indian Battle Park“, 1870 Schauplatz einer Schlacht zwischen Blackfoot und Cree.
Weiter westlich überquert die Bahnlinie beim Ort Monarch ein zweites Mal den Oldman River. Diese Brücke ist mit einer Länge von 576 m deutlich kürzer als der Lethbridge Viaduct.

## Struktur
Die eingleisige Brücke führt über 33 genietete, sich nach oben hin verjüngende Stahlgittermasten. Bei der Planung wurde auf möglichst geringe Verformung durch die oft heftigen Winde geachtet. Von den vier Eckpfeilern eines jeden Turms ist nur je einer tief im Untergrund verankert. Die anderen drei Stützen können die temperaturbedingte Längenänderung des Stahls durch graphitgeschmierte Gleitlager ausgleichen.
Jeder der 33 Brückentürme besteht aus zwei Stahlgerüsten, wodurch sich zusammen mit den beiden Endfeldern 67 Brückenelemente ergeben. Dies sind 44 Vollwandträger mit je 20,5 m Länge, 22 Vollwandträger mit je 30,5 m Länge sowie ein 50,9 m langes Untergurt-Fachwerk. Der Einbau des Fachwerkträgers war zur Überbrückung eines steilen Abhangs am Westufer nötig, da dort kein Pfeiler errichtet werden konnte.
Anders als bei den meisten Trestlebrücken verläuft das Gleis nicht ganz oben auf der Konstruktion, sondern wie bei einer Trogbrücke zwischen den Längsträgern, welche als Brüstung dienen. So soll im Fall einer Entgleisung verhindert werden, dass ein Waggon abstürzt und dabei einen oder mehrere Brückenpfeiler beschädigt. Dies bewährte sich bereits bei den Bauarbeiten, als ein Wagen eines Bauzuges entgleiste.

## Planung und Bau
Die erste Eisenbahn über den Crowsnest Pass wurde 1898 eröffnet. Die Strecke verlief weiter südlich und überquerte den St. Mary River und den Belly River mithilfe niedriger Brücken im Flusstal. Diese Variante machte 20 hölzerne Trestle-Brücken mit einer Gesamtlänge von 4,5 km notwendig, allein die Brücke über den St. Mary River war knapp 900 m lang. Außerdem wurde der Bahnbetrieb durch Steigungen gehemmt. Bereits 1904 waren die Holzviadukte in schlechtem Zustand und man plante eine Alternativroute zwischen Lethbridge und Fort Macleod.
Die Arbeiten an den 132 Betonsockeln des Lethbridge Viaducts begannen im September 1907, die Fundamente im Oldman River wurden mit Hilfe offener Senkkästen errichtet. Verantwortlich für diese Arbeiten war der Ingenieur John Edward Schwitzer, der auch den Bau der Spiral Tunnels beaufsichtigte. Die Errichtung der Stahlgerüste begann im August 1908. Für diese Arbeiten konstruierte man eigens einen großen Kran, kurz „traveller“ genannt. Es wurden insgesamt umgerechnet ca. 11.280 Tonnen Stahl verbaut, welchen die Bahn mit 645 Waggons vom Werk der Canadian Bridge Company in Windsor anlieferte. Alles in allem benötigten die Bauarbeiten etwa 900 Wagenladungen an Material. Bis Sommer 1909 waren die Arbeiten abgeschlossen. Auf der Baustelle waren ungefähr 100 Männer beschäftigt, vier Arbeiter kamen während der Bauarbeiten ums Leben. Die Kosten beliefen sich auf 1.334.525 C$ gegenüber einem Voranschlag von 1.065.000 C$ im Jahr 1905.
Auch gegenwärtig wird der mittlerweile über 100 Jahre alte Lethbridge Viaduct von schweren Güterzügen der Canadian Pacific Railway befahren.